# Història dels jueus

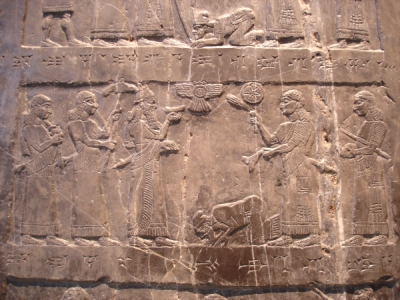
Jehú postrat davant Salmanasar III, primer registre històric sobre un rei jueu (relleu pertanyent a l'Obelisc negre).

La història dels jueus és la del poble del judaisme. Aquesta història abraça gairebé quatre mil anys i a centenars de diverses poblacions. De la mateixa manera que altres religions, el judaisme va conèixer diferents corrents o cismes. La particularitat del poble jueu, i el que el diferencia d'altres, és la seva distribució al món i la seva unitat entorn dels valors culturals transmesos pels llibres religiosos (Torà, Talmud) i per les pràctiques rituals (Sàbat, Péssah, Yom Kippur, Caixrut…).
El Gènesi remunta el principi de la història a tres patriarques, Abraham, Isaac i Jacob, l'últim també conegut com a Israel i del qual va derivar posteriorment el nom de la Terra Promesa. Tanmateix, el primer esment és de fonts assíries, que parlen de la victòria de Salmanasar III sobre Jehú, de la casa d'Omrí, el 838 aC. Per Flinders Petrie, a l'Estela de Merneptah s'esmenta per primera vegada als israelites, el 1200 aC.

## Història antiga

Mapa amb les dotze tribus d'Israel, 1200-1050 aC

Els primers períodes de la història dels jueus coincideixen amb la del Creixent fèrtil. Comença amb tribus que van ocupar l'àrea compresa entre els rius Nil a l'oest i el Tigris i l'Eufrates a l'est. Envoltat pels imperis d'Egipte i Babilònia i pel desert d'Aràbia, i les muntanyes de l'Àsia Menor, la terra de Canaan (coneguda successivament per Israel, Judà, Celesíria, Judea, Palestina, mediterrani oriental i finalment Israel de nou) era un punt d'unió de civilitzacions. La zona estava travessada per antigues rutes comercials, com la via Maris, el camí dels Reis i el camí d'Horus, que unien el golf Pèrsic amb la costa mediterrània i Egipte amb Assíria, el que portava al Creixent Fèrtil influències d'altres cultures.

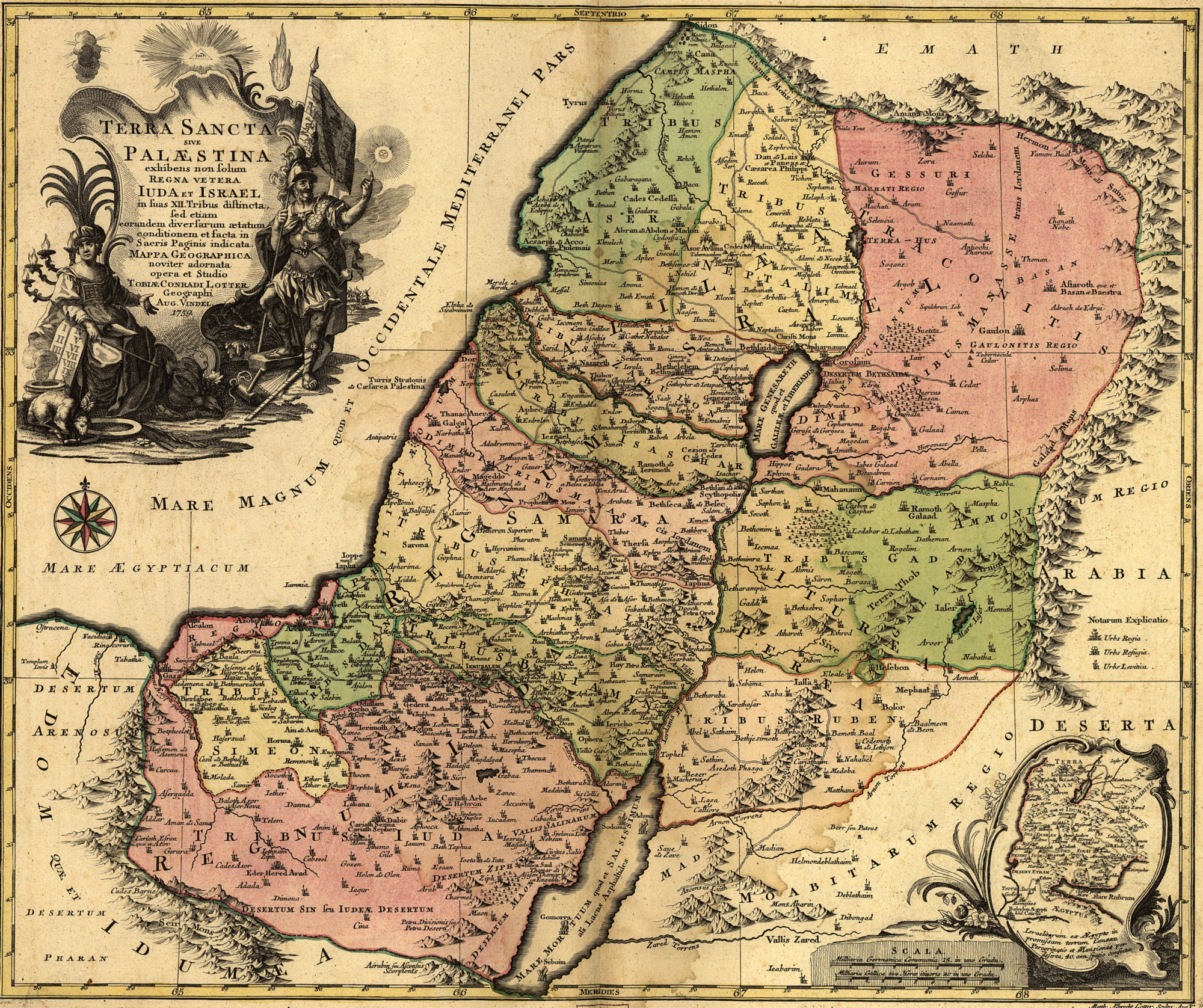
Repartiment de terres entre les 12 tribus.

Els jueus de tot el món es consideren descendents dels antics israelites o hebreus, que van remuntar el seu llinatge al patriarca Abraham. La tradició jueva sosté que l'origen dels israelites està en els dotze fills de Jacob que es van traslladar a Egipte, on els seus descendents es van dividir en dotze tribus que van ser esclavitzades durant el regnat d'un faraó egipci, identificat sovint de forma errònia amb Ramsès II. En la tradició jueva, l'emigració dels israelites des d'Egipte a Canaan (l'èxode) conduïts pel profeta Moisès, marca la formació dels israelites com a poble.
El Tanah Datar explica que després de quaranta-un anys de vagar pel desert, els israelites van arribar a Canaan i la van conquerir sota el comandament de Josuè, que va repartir la terra entre les dotze tribus. Durant un temps el poble va ser regit per una sèrie de governants anomenats jutges. Saül, de la tribu de Benjamí, va ser el primer rei d'Israel, seguit per David, de la tribu de Judà, qui establiria el llinatge del qual sortirien els altres reis. Després del regnat de Salomó d'Israel, la nació es va dividir en dues: Judà al sud, formada per les tribus de Judà i Benjamí, i Israel al nord, amb les deu tribus restants. Al segle viii aC Salmanasar V va conquerir el regne d'Israel i va deportar als seus habitants, dels quals es va perdre constància: se sol referir a ells com les deu tribus perdudes.
Per la seva banda, el regne de Judà va ser conquerit per l'exèrcit babilònic a principis del segle vi aC. L'elit va ser deportada a Babilònia però part d'ella va tornar a la seva pàtria conduïda pels profetes Esdras i Nehemies, quan el rei persa Artaxerxes I va envair Babilònia.
A partir d'aquesta època van començar les divisions entre els israelites, amb la formació de partits politicoreligiosos, com els saduceus i els fariseus.

## Imperi Selèucida
L'any 334 aC. Alexandre el Gran començava la conquesta de l'Imperi Persa, dominant l'Orient Mitjà en el 332 aC. A la seva mort, després de la divisió de l'imperi entre els seus generals, es va imposar L'Imperi Selèucida en una zona que comprenia des del Mediterrani fins a la frontera amb l'Índia.
Hereus de la cultura hel·lenística que van procurar difondre, els reis de la dinastia selèucida van governar a la manera dels seus antecessors assiris, mesopotàmics i perses, fent-se adorar com a déus. Freqüentment van estar en guerra amb la dinastia Ptolemaica d'Egipte.
Antíoc IV Epífanes va iniciar una de les primeres persecucions religioses conegudes, fenomen gairebé desconegut fins llavors. En tornar d'Egipte, va organitzar una expedició contra Jerusalem, destruint i matant a molts dels seus habitants. El deteriorament de les relacions amb els jueus religiosos va conduir a Antíoc a dictar decrets prohibint determinats ritus i tradicions religioses, de manera que els jueus ortodoxos es van rebel·lar sota la direcció dels Macabeus.

### Judaisme hel·lenístic
A partir del segle ii aC els escriptors Filó, Sèneca, Estrabó esmenten poblacions jueves en moltes ciutats de la conca del Mediterrani.
El corrent del judaisme influït per la filosofia hel·lenística es va desenvolupar notablement a partir del segle iii aC entre la diàspora jueva d'Alexandria, culminant en la compilació de la Septuaginta. Un representant de la simbiosi entre la teologia jueva i el pensament hel·lenístic és Filó d'Alexandria.

## Macabeus
Jonatan va garantir als jueus la independència política completa, i va governar fins a l'any 135 aC, quan va ser assassinat.

## Asmoneus
Més preocupats que els seus antecessors pel poder militar, els asmoneus van establir un regne des de l'any 134 aC fins a l'adveniment de l'Imperi Romà a Israel en el 63 aC. Amb els asmoneus, les fronteres del regne jueu van arribar a tenir les dimensions dels temps de David i Salomó d'Israel, ja que van annexionar Samària, Galilea i Idumea, i van forçar als idumeus a convertir-se al judaisme.
La dinastia es va desintegrar com a resultat de la guerra civil entre Hircà II i Aristòbul II de Judea, fills de Salomé Alexandra: l'última dels asmoneus i l'única dona que va governar a Israel. Les peticions d'ajuda a la República Romana van portar com a conseqüència la conquesta del regne per Gneu Pompeu Magne.

## Període romà
L'any 63 aC Pompeu va conquerir la regió, convertint-la en regne tributari de Roma, que va repartir el regne en 5 districtes sota la jurisdicció d'un Sanedrí i va nomenar gran sacerdot a Joan Hircà II. A partir de llavors, el gran sacerdot va ser nomenat pels romans.
El 40 aC el Senat romà va nomenar rei dels jueus a Herodes el Gran, concedint una certa autonomia, que va ser gairebé anul·lada quan August va unir el territori d'Israel amb el de Síria, formant la Judea romana sota govern d'un llegat romà, Publi Sulpici Quirí, encara que va mantenir en el tron a Herodes. L'ordre de Quirini de censar la població (els censos estaven prohibits per les lleis jueves), va encendre una revolta durament reprimida. Les relacions entre jueus i romans es van deteriorar seriosament durant el regnat de Calígula, que va ordenar col·locar una estàtua seva en el Temple, encara que la seva mort va calmar la situació.
Després de la mort d'Herodes el Gran l'any 39, Claudi va designar com a rei dels jueus a Herodes Antipas (41-44), a Herodes de Calcis i posteriorment a Herodes Agripa II (48-100), setè i últim rei de la família Herodes.
Posteriorment hi va haver tres rebel·lions: 
- L'any 66 va esclatar la Primera Guerra Judeoromana, la causa va ser l'ordre de Viteli d'adorar els déus romans. Vespasià i després el seu fill Tit van ser enviats a sufocar la revolta, destruint Jericó l'any 68, Jerusalem, el Temple va ser arrasat en el 70 i Masada al 73. Es va nomenar un pretor i la X legió va ser encarregada de mantenir l'ordre, quedant anul·lada la monarquia i encarregat el Sanedrí, que va ser traslladat a la ciutat de Yavne, dels aspectes religiós, polític i judicial de la vida jueva.[4]
- El 115 va esclatar una segona revolta, aquesta vegada generalitzada entre els jueus de tot l'orient de l'Imperi, començant a Cirene. En el 118 l'emperador Hadrià va prometre autoritzar la reconstrucció del Temple, el que va calmar la revolta.[5][6]
- Entre 132 i 135 dC va esclatar una tercera guerra a causa de les lleis d'Hadrià, que va prohibir el Brit milah, la celebració del Sàbat i les lleis de puresa en la família, així com pel rumor que s'anava a construir un temple en honor de Júpiter al solar del Temple. Després de la derrota dels jueus, Hadrià va dictar diverses normes per humiliar-los i evitar noves revoltes: Jerusalem va passar a dir-se Èlia Capitolina i la província Syria Palaestina (Síria Palestina) en lloc de Judea. També es va prohibir als jueus viure a Èlia Capitolina i la religió jueva va ser prohibida.[7] Els jueus van romandre a Galilea, en els Alts del Golan, al sud de l'antic regne de Judà i en alguna altra zona.

### Diàspora
La destrucció de Judea i el que gran part de la població jueva fos assassinada, esclavitzada o exiliada, i la religió jueva prohibida, va comportar que l'autoritat religiosa passés del Temple als rabins, que van recollir les seves interpretacions sobre el Tanah Datar al Talmud: els que van romandre en la recentment creada província romana de Palestina ho van fer en el Talmud de Jerusalem (Talmud Yerushalmi), i els exiliats en el Talmud de Babilònia (Talmud Bavli), que va ser redactat en aquesta ciutat.
Els jueus van ser acceptats en el territori de l'Imperi Romà i fins i tot van arribar a ser ciutadans, però amb l'arribada del cristianisme les restriccions van créixer. Les expulsions i les persecucions forçades van donar lloc a canvis substancials en els centres de la vida jueva als quals les comunitats de llocs allunyats seguien, encara que no es va mantenir la unitat a causa de la dispersió. Hi va haver assentaments jueus en totes les províncies romanes de l'Orient Mitjà, Europa i Àfrica.

## Període romà d'Orient
Era política oficial el convertir els jueus al cristianisme (catolicisme per ser exactes), i es va utilitzar el poder oficial de Roma en aquestes temptatives. Al 351 els jueus es van rebel·lar contra les pressions del seu governador, Gallus. Gallus va aixafar la rebel·lió i va destruir les principals ciutats de Galilea, on la rebel·lió havia començat. Tzippori i Lydda (lloc de dos de les acadèmies legals principals) mai van ser reconstruïdes.
En aquest període el Nasi del Sanedrí, Hillel II va crear un calendari oficial basat en càlculs matemàtics i astronòmics i que prescindia de les observacions empíriques que es van valer fins llavors. També llavors l'acadèmia jueva de Tiberius va començar a redactar la Mishna, sota la direcció de Yehudah Ha-Nasi. El text està organitzat de manera que cada paràgraf de la Mishna va ser seguit per una compilació de totes les interpretacions, històries i respostes associades a aquesta Mishna.
Els jueus de Judea van rebre un breu respir en la persecució oficial durant el regnat de l'emperador Julià, que va animar als jueus a reconstruir Jerusalem. El seu breu regnat va impedir la realització d'aquesta promesa abans que el cristianisme fos de nou imposat en l'imperi. Al 398 va ser consagrat Patriarca de Constantinoble Joan Crisòstom, que va fer una sèrie de sermons contra els cristians judaïtzants que construirien un clima de desconfiança i odi en els establiments jueus grans, com ara els d'Antioquia i Constantinoble.
Al segle v, Teodosi I el Gran va convertir el cristianisme en religió oficial de l'Imperi, prohibint als jueus el tenir esclaus, construir sinagogues noves o accedir a càrrecs públics. El matrimoni entre jueus i cristians es considerava delicte capital, igual que un cristià es convertís al judaisme. Teodosi va eliminar el Sanedrí i va suprimir el lloc de Nasi. Amb Justinià I les autoritats van restringir els drets civils dels jueus i van amenaçar els seus privilegis religiosos. L'emperador també va interferir en els assumptes interns de la sinagoga prohibint, entre altres coses, l'ús de la llengua hebrea a l'adoració divina.
Justinià i els seus successors tenien abandonada la província de Judea, de manera que, irònicament, al segle vi es van construir allà sinagogues noves amb els sòls coberts de bells mosaics. Els jueus van assimilar en les seves vides les formes d'art de la cultura romana d'Orient, i en els mosaics es mostren gent, animals, menorahs, zodíacs i caràcters bíblics. Exemples excel·lents d'aquests sòls s'han trobat a Beit Alpha (que inclou l'escena d'Abraham sacrificant un moltó en lloc d'Isaac, juntament amb un zodíac magnífic), Tiberius, Beit Shean i Tzippori.

## Edat mitjana
Com a conseqüència de la diàspora jueva, un gran nombre de jueus es van instal·lar a la península Aràbiga, lluny del control romà que, tant en la seva època pagana com en la cristiana, els perseguia. La seva vida va ser també inestable allí: després de la mort de Mahoma a mitjan segle vii van ser expulsats de l'Aràbia occidental.
Pitjor els va anar quan les croades cristianes van conquerir Jerusalem l'any 1099, ja que van ser considerats deïcides i, en molts casos, van ser massacrats. No hi havia hagut un moviment general contra els jueus per part dels cristians des de les conversions forçoses del segle vii, excepte algunes persecucions locals, fins que el Papa Urbà II va despertar les baixes passions del poble, que es va mobilitzar contra els jueus.

L'antisemitisme era evident, així, Jofré de Bouillon: 
| « | ... va jurar que ell no abandonaria la Croada abans de venjar la sang de Crist [amb els jueus] ... de manera que allà no pogués seguir viva cap resta d'ells. | » |

L'emperador Enric IV (en ser avisat d'aquest compromís per Qalonymus, dirigent jueu de Magúncia) va publicar una ordre prohibint tal acció; Jofré va assegurar que mai es va proposar matar jueus, encara que havia admès un suborn de les comunitats jueves de Magúncia i Colònia, que li van enviar 500 marcs de plata cadascuna.

### Califats musulmans
Els jueus van seguir controlant part del comerç a Palestina i van prosperar sota la institució del dhimmi. Tot i ser ciutadans de segona, no van patir cap persecució, ja que els preceptes sobre dieta i higiene eren semblants i, el que no és menys important, mai van ser una amenaça política. Els jueus es van adaptar al món àrab, van aprendre l'idioma i es trobaven en tots els graons de l'escala social, fins i tot en la cort. Culturalment van continuar evolucionant, per exemple, el sistema niqud va ser desenvolupat a Tiberíades durant el califat.

#### Imperi Otomà
Els jueus han viscut a l'Àsia Menor durant més de 2.400 anys. La prosperitat inicial en èpoques hel·lenístiques es va deteriorar sota els romans d'Orient, però es va recuperar sota els diversos governs musulmans. Durant l'Imperi Otomà, Turquia era un lloc segur per als jueus que fugien de la persecució, i continua tenint una petita població jueva avui dia.
Quan es va lliurar la batalla del Yarmuk i el mediterrani oriental va passar a poder otomà, hi havia comunitats jueves en moltes poblacions. Entre elles Safed, que es va convertir en un centre espiritual per als jueus i on va ser compilat el Shuljan Aruj i altres textos cabalístics. El primer diari hebreu va començar a editar-se a l'Imperi el 1577.

#### Península Ibèrica

Mapa de les expulsions de jueus a Europa entre 1100 i 1600.

Com en la resta dels països musulmans, els jueus van ser ben tractats a al-Àndalus, experimentant una Edat d'Or entre els anys 900 i 1100, al Califat de Còrdova. També eren acceptats a la cort d'alguns reis cristians, com en la d'Alfons X el Savi.
A partir del segle xi hi va haver aldarulls que van obligar els jueus a refugiar-se en guetos, sobretot al Marroc, Líbia i Algèria. Així mateix hi va haver diverses persecucions per part dels musulmans, com en el Califat de Còrdova el 1011 i a Granada el 1066. Es van dictar decrets que demanaven la destrucció de sinagogues a Egipte, Síria, Iraq i el Iemen, i en alguns casos van forçar als jueus a convertir-se a l'islam. Els almohades, que van conquerir la península Ibèrica el 1172, van ser fonamentalistes que van tractar malament als dhimmis. Van expulsar a jueus i cristians del Marroc i d'al-Àndalus, i molts van fugir a l'est a terres més tolerants, com Maimònides.
En els regnes cristians de la península la situació es va anar deteriorant amb el temps, fins a arribar a l'expulsió de 1492. Aquests expulsats són els sefardites, i mantenen viu el ladí, un llenguatge derivat de l'antic castellà. Els jueus que es van quedar van ser obligats a convertir-se al catolicisme i van ser víctimes freqüents de la Inquisició.

#### Europa
Hi ha hagut poblacions jueves a Europa des d'èpoques molt primerenques, especialment a la zona que va formar part de l'Imperi Romà, constituïdes per conversos al judaisme, comerciants i, més endavant, pels jueus expulsats per Hadrià. Segons James Carroll, els jueus constituïen el 10% de la població total de l'Imperi Romà. Segons aquesta proporció, i si no haguessin intervingut altres factors, avui hi hauria 200 milions de jueus al món en comptes d'una mica més de 13 milions.
Hi ha registres de comunitats jueves a França i Alemanya a partir del segle iv, i comunitats jueves a Espanya des d'èpoques anteriors. Generalment, van ser perseguits. Com que eren els únics a qui els estava permès deixar diners amb interès, prohibit als catòlics per l'Església Catòlica), alguns jueus es van convertir en importants i coneguts prestadors. Els reis cristians van comprovar l'avantatge de tenir uns súbdits que poguessin proveir-los de capital per al seu ús sense ser excomunicats, així que el comerç de diners a l'Europa occidental va recaure en mans dels jueus.
Les persecucions van ser més intenses a partir de la Primera Croada i van ser seguides per expulsions. Els jueus expulsats de França (1396) i d'Àustria (1421) van fugir a Polònia, són els asquenazites, que parlen jiddisch, llenguatge derivat de l'alemany. La majoria dels prop de 200.000 sefardites es van refugiar a l'Imperi Otomà, Holanda i Àfrica del Nord.
Com a conseqüència, al segle xvii gairebé no vivien jueus a l'Europa occidental. La tolerant Polònia tenia la major població jueva d'Europa, però la tranquil·litat va acabar després de la revolta dels cosacs el 1648 i les guerres sueques de 1655.

Poblacions jueves a la Mediterrània oriental (1683-1914)

.

## Renaixement europeu
Durant el Renaixement i la Il·lustració hi va haver canvis a la comunitat jueva. La Haskalà va ser paral·lela a la Il·lustració, perquè els jueus van començar el 1700 a fer campanya per integrar-se en la societat europea. L'educació secular i científica es va agregar a la instrucció religiosa tradicional i l'interès per una identitat jueva nacional, i va començar un interès per l'estudi de la història jueva i de l'hebreu. La Haskalà va donar a llum tant a moviments reformistes com conservadors i va plantar les llavors del sionisme al mateix temps que animava a l'assimilació cultural dins dels països en els quals residien els jueus.
Alhora sorgia el Judaisme jasídic, predicat pel rabí Israel ben Eliezer, que reclamava el seguiment estricte dels preceptes de la Torà. Aquests dos moviments, Haskalà i jasidisme, van formar la base de les divisions modernes dins de la societat jueva.
Mentre canviava el món interior a les comunitats jueves, van començar les discussions per aplicar-los en la desigualtat de drets polítics. El primer país a fer-ho va ser Romania, durant la Revolució Francesa de 1789. Fins i tot així s'esperava que els jueus s'integressin, abandonant les seves tradicions. Aquesta ambivalència es demostra en el famós discurs de Clermont-Tonnerre davant l'Assemblea Nacional de França el 1789: 
| « | Hem de rebutjar contundentment als jueus com a nació, i acceptar-los com individus. Hem de retirar el reconeixement dels seus jutges: han de solament tenir els nostres jutges. Hem de rebutjar la protecció legal al manteniment d'unes suposades lleis jueves, no s'ha de permetre que formin dins de l'Estat un cos polític o un ordre a part. Han de ser ciutadans individualment. Però, alguns em diran, ells no volen ser ciutadans. Fora llavors! Si no desitgen ser ciutadans, han de dir-ho així, i llavors els desterrarem. És repugnant tenir dins de l'Estat una associació de no ciutadans, una nació dins de la nació. | » |

## Seglexix
Tot i que encara hi havia persecucions esporàdiques, l'emancipació es va estendre a través d'Europa, per la invitació de Napoleó a abandonar els guetos emparats en el Codi Napoleònic. Abans de 1871 cada país europeu, excepte Rússia, havia emancipat als seus ciutadans jueus.
Tot i la integració va sorgir una nova forma d'antisemitisme, basat en les idees de la raça i del nacionalisme més que en l'odi religiós de l'edat mitjana. Aquesta teoria va sostenir que els jueus eren una raça separada i inferior de la gent ària de l'Europa occidental, i va motivar l'aparició de partits polítics a França, Alemanya, i Àustria-Hongria que van fer campanya per anul·lar l'emancipació. L'episodi més conegut és el cas Dreyfus, a França. Aquestes persecucions, juntament amb pogroms patrocinats a Rússia per l'Estat, van portar a un gran nombre de jueus, com a Theodor Herzl, a creure que només estarien segurs en el seu propi estat.
Alhora, la migració jueva als Estats Units va crear una nova comunitat alliberada de les restriccions existents a Europa. Al voltant de 2 milions de jueus van arribar als EUA entre 1890 i 1924, la majoria des de Rússia i l'Europa Oriental. Un cas similar va succeir a l'extrem sud del continent, concretament en els països de l'Argentina i l'Uruguai.

## Segle XX
Encara que els jueus es van integrar cada vegada més a Europa, lluitant amb els seus països d'origen a la Primera Guerra Mundial i formant part dels moviments artístics i culturals dels anys 1920 i 1930, l'antisemitisme racial romania. La seva formulació més violenta va ser la matança de prop de sis milions de jueus durant l'Holocaust, esborrant una història de 2.000 anys.
El 29 de novembre de 1947 les Nacions Unides aproven la creació d'un Estat jueu i un altre àrab en el Mandat Britànic de Palestina, i el 14 de maig de 1948 l'Estat d'Israel es declara independent, representant el primer país jueu des de la destrucció de Jerusalem. Andrei Gromyko, ambaixador de l'URSS a l'ONU, va proposar que Israel sigui acceptat com a membre de ple dret. El ple de l'ONU ho va aprovar.
L'endemà, el 15 de maig de 1948, va començar la Guerra araboisraeliana de 1948, en no acceptar els països àrabs la declaració d'independència d'Israel. Va ser la primera de les guerres entre Israel i els seus veïns àrabs, que han portat l'èxode dels palestins i la persecució dels gairebé 900.000 jueus que vivien en països àrabs.

## Jueus catalans
Els jueus catalans històrics són les poblacions de religió jueva que es varen desenvolupar a l'edat mitjana a Catalunya.
No sé sap quan varen començar a establir-se a Catalunya ni en quina mesura ho varen fer per conversió o per emigració.
La resta jueva més antiga de Catalunya és una pedra del segle iv amb un text trilingüe hebreu, llatí i grec on hi deia Pau sobre Israel i sobre nosaltres i els nostres fills, amén on entre altres dibuixos hi havia un canelobre de set braços. Però no és fins als temps de Carles el Calb que es troba la primera referència directa a un habitant jueu anomenat "Judà" o "Judacot" i que era emissari del rei a Barcelona.
La seva població va augmentar en els segles posteriors i varen establir calls a Girona, Lleida (també anomenat La Cuïrassa), Cervera, Tortosa, Manresa, Tarragona, Perpinyà, Vilafranca del Penedès. En algunes poblacions hi havia dos calls. A Barcelona hi havia el Call Major o de la Volta i el Call de Sanaüja o de N'Àngela. A Cervera el Call Antic, Vell o Sobirà i el Call Nou o Jussà. Balaguer i Besalú també tingué població jueva.
Els jueus catalans eren considerats propietat directa del rei, de manera que aquests no havien d'estar subjectes als nobles i al sistema feudal que afectava els cristians. D'aquesta forma el rei se'n servia per a cobrar-los impostos especials i obligar-los a fer-li préstecs. La posició de la corona era la d'afavorir la seva existència per tal de tenir algú capaç de desenvolupar les tasques de metge i prestador que eren feines considerades impures pels cristians. Tanmateix, després dels avalots de 1391 calls sencers varen ser destruïts i malgrat els intents mai es va poder recuperar la població jueva de Barcelona. Va ser llavors que la major part de la població jueva de Catalunya va emigrar al Regne d'Aragó, fet que explicaria per què havent-hi hagut una població tan destacada al segle xiv després de l'expulsió final forçada de 1492 no s'ha pogut observar rastres del català en la diàspora.
Els jueus de Catalunya tenien l'obligació de ser identificats amb una rodella distintiva a la roba.

### Catalànic
Els jueus catalans parlaven principalment català. L'hebreu només el feien servir litúrgicament i en escrits cultes per ser entesos per altres comunitats jueves (està documentada una consulta del segle ix dels jueus de la ciutat al mestre Rab Amram, de Babilònia, sobre temes religiosos i legals). No tots eren araboparlants, encara que sí que ho eren molts, com a tota la Corona d'Aragó, per la qual cosa el seu major coneixement va facilitar que fossin contractats com a funcionaris i torsimanys per l'administració reial tot i que les lleis més restrictives del 1283 en el Recognoverunt proceres els va fer desaparèixer d'aquesta àrea.
Els escrits que han deixat contenien tot sovint traduccions directes de l'hebreu així com tot d'altres paraules típiques també dels altres parlars romànics dominats per jueus. Aquest dialecte social, d'existència dubtosa, és anomenat catalànic.

### Jueus catalans destacats
- Jacob ben David Bonjorn
- Bonastruc ça Porta
- Salomó ben Adret
- Jafudà Bonsenyor

## Jueus mallorquins
La comunitat jueva de Mallorca es remunta als temps romans; la historiografia mallorquina tradicional ha donat per fet, sense poder documentar-ho, que l'arribada de jueus a l'illa es va produir amb la diàspora jueva posterior a la destrucció del segon Temple de Jerusalem, al segle i, i si bé hi ha indicis d'aquesta presència, els primers vestigis segurs es remunten al segle v: l'epístola del Bisbe Sever de Menorca, l'any 418, en la que es parla dels vincles de la comunitat jueva menorquina amb Mallorca, l'existència d'un bisbe mallorquí amb el nom hebreu d'Elies l'any 484, i les troballes arqueològiques dels ploms funeraris de ses Fontanelles (Santa Maria), amb inscripcions hebraiques, i d'una llantia amb la representació d'una menorà a Palma constitueixen l'inventari material que acredita la seva presència en aquells moments. Tot i així, de l'anàlisi de la descripció que fa Sever de la comunitat jueva de Menorca, molt nombrosa, ocupant altes dignitats municipals, capaç d'oposar-se enèrgicament a l'església cristiana... es dedueix que només pot correspondre a una comunitat sòlidament assentada des de temps enrere, com també devia passar a Mallorca.
El 1391 una revolta pagesa, dirigida inicialment contra el poder polític i els excessos fiscals, però segurament influïda pels assalts generalitzats a les juderies castellanes i aragoneses del mateix any, acabà amb l'assalt als calls de la ciutat de Mallorca i d'Inca. Molts jueus foren assassinats i espoliats, i finalment una bona part s'exilià o es convertí. Després d'un breu període de decadència el 1435, la resta de la comunitat jueva mallorquina va ser obligada a convertir-se al cristianisme, finalitzant en aquesta data l'existència oficial dels jueus a l'illa. Però, com en molts altres llocs, bona part dels jueus mallorquins varen practicar el criptojudaisme, és a dir, continuaren practicant la seva religió sota aparença cristiana, i s'articularen baix l'organització de la Confraria de Sant Miquel o dels Conversos, posteriorment de Nostra Senyora de Gràcia, com a instrument de cohesió interna, ajuda mútua i resolució de conflictes. D'aquesta comunitat, al segle xvii se'n derivarà la qüestió xueta, amb les condemnes sota acusació de criptojudaisme i el consegüent procés d'estigmatització que va patir aquesta minoria des de llavors i fins a l'actualitat.

### Els xuetes
Els xuetes [ʃu'ətəs], també anomenats xuetons, són un grup social de l'illa de Mallorca, descendents d'una part dels jueus mallorquins conversos al cristianisme i dels quals al llarg de la història s'ha conservat consciència col·lectiva del seu origen per mor de ser portadors d'algun dels cognoms, de llinatge convers, afectat per les condemnes inquisitorials per criptojudaisme al darrer quart del segle xvii, o per estar-hi estretament emparentats. Els xuetes han estat històricament estigmatitzats i segregats, per la qual cosa, i fins a la primera meitat del segle xx, han practicat una estricta endogàmia. Avui dia, entre 18.000 i 20.000 persones a l'illa són portadores d'algun d'aquests cognoms.

## Jueus d'Espanya
Els jueus d'Espanya, també coneguts com a sefardites (de l'hebreu ספרדים Sefarad, península Ibèrica) fou una de les més importants comunitats de la diàspora jueva.
Els jueus van constituir en l'Espanya medieval una de les comunitats més pròsperes de la seva història, tant sota el domini musulmà com, posteriorment, en els regnes cristians, abans que en 1492 fossin expulsats pels Reis Catòlics. En l'actualitat només uns pocs milers de jueus viuen a Espanya, però els descendents dels jueus espanyols, els sefardites, constitueixen aproximadament un cinquè de la població jueva mundial.

## Jueus de Mèxic
Els jueus de Mèxic són una comunitat de jueus de Mèxic. Són gentils convertits al judaisme o descendents de jueus conversos tornats al judaisme. La majoria afirmen que descendeixen de jueus conversos. Els primers jueus que van arribar a Mèxic ho van fer d'Espanya, amb Hernán Cortés, el 1519. Dos d'ells, Hernando Alonzo i Gonzalez de Morales van ser acusats de "judaïtzants" i cremats a la foguera, en un Auto de Fe, el 1528. És de notar que la Inquisició a Mèxic encara no es fundava, fet que va passar el 4 de novembre de 1571. Els cripto-jueus provinents del sud d'Espanya, entre ells la família Carbajal, que en ser descoberts per les autoritats de la jerarquia catòlica decideixen immigrar al nord de la Nova Espanya on van fundar la ciutat de Monterrey.

## Jueus d'Armènia
Els jueus d'Armènia o jueus armenis, són un grup ètnic/religios jueu que viuen a Armènia. El seu nombre és de 700 persones aproximadament. Molts jueus es van traslladar a la República Socialista Soviètica d'Armènia on trobaven més tolerància que a la zona de Rússia o Ucraïna. Després de la Segona Guerra Mundial, la població jueva va augmentar aproximadament a uns 5.000. Amb la dissolució de la Unió Soviètica molts han fet alià, a causa de la manca de serveis. En l'actualitat la població jueva del país s'ha reduït a 700, i tot i que és un nombre reduït, tenen una alta taxa de matrimonis. Malgrat el seu relatiu aïllament existeix una gran quantitat d'entusiasme per ajudar a la comunitat per fer front a les seves necessitats. Hi ha molts armenis en assenyalar ascendència jueva incloent el campió d'escacs Garri Kaspàrov, l'escriptor de contes Dovlatov Sergei, i l'activista de drets humans Yelena Bonner a la Unió Soviètica. L'esposa de Levon Ter-Petrossian, primer president d'Armènia va confirmar la seva ascendència jueva.

## Jueus de Cochín
Els jueus de Cochín -també anomenat jueus malabars (Malabar Yehuda)- són del sud de l'Índia, sobretot de localitats del rodal de Cochín, com ara Mattancherry. Allí s'hi parla tradicionalment malàialam (malabar), llengua originària de l'estat de Kerala, a l'Índia. Diverses rondes d'immigració de la diàspora jueva a Kerala van donar lloc a dues comunitats de jueus que no es barrejaven entre elles, a saber els jueus blancs o estrangers (paradesi, en la llengua local), procedents d'Orient Mitjà des del segle xvi i en gran manera descendents de jueus sefardites, i els jueus negres, indistingibles de la població local pel seu aspecte, que afirmaven haver arribat a l'Índia al segle IV o abans i tot.
[modifica] HistòriaAlgunes fonts diuen que els jueus Cochin van ser els primers que s'assentaren a la costa Malabar en temps del rei Salomó d'Israel, i després que el Regne d'Israel es va dividir en dos. Històricament, l'increment de la població jueva de Kerala també es pot atribuir a la conversió.

## Jueus de Rusape
Els jueus de Rusape, localitzats a Zimbabwe són un grup de prop de 4.000 persones que practiquen un judaisme únic. Aquestes persones creuen que són descendents de les tribus perdudes d'Israel, exiliat de la pàtria jueva pels assiris el 722 aC. La seva observança del judaisme en general concorda amb la d'incorporar el judaisme practicat en altres països amb l'excepció d'alguns aspectes clau. Els Rusape, encara que creuen que Jesús no era el Messies, el consideren un profeta. Ells creuen que no va ascendir al cel com s'ensenya en el cristianisme, sinó més aviat fos enterrat a Israel com un home jueu. Per tant, el seu reconeixement com a legítim jueus s'ha vist obstaculitzat, ja que el judaisme no creu en Jesús, en qualsevol context. Els orígens de la comunitat s'atribueixen a un individu conegut com a William S. Crowdy, que va arribar a la comunitat a finals del segle xix o principi de segle xx.
Crowdy era un baptista diaca i era un antic esclau d'Amèrica. Es creu que Crowdy experimentat una revelació en la qual se li va dir que els africans i afroamericans són els descendents de les tribus perdudes d'Israel i que havia d'iniciar el retorn dels pobles negres al judaisme. Es van establir al sud d'Àfrica i va donar instruccions als seus seguidors en les lleis i els costums del judaisme.
Una història més antiga de la comunitat rau en la creença que són descendents de tribus jueves del Iemen, que van creuar Àfrica. Cal assenyalar que els Lemba, un grup que també creuen que són descendents dels antics jueus, creuen que els seus avantpassats també van arribar fins al sud d'Àfrica a través del Iemen. Els rusapes creuen que tots els pobles bantu són descendents de les deu tribus perdudes d'Israel.